# Artemis 4
Artemis 4 (oficialmente Artemis IV) será la cuarta misión planificada del programa Artemis de la NASA. La misión lanzará a cuatro astronautas en un cohete del Sistema de Lanzamiento Espacial y un Orion al Lunar Gateway y el segundo alunizaje del programa Artemis.

## Descripción general
El objetivo principal de la misión será el montaje del Gateway. La misión entregará al Gateway el módulo de hábitat I-Hab , desarrollado por la Agencia Espacial Europea y la agencia espacial japonesa JAXA. El módulo se acoplará con los primeros elementos de la Puerta de Enlace, el Elemento de Potencia y Propulsión y el Puesto Avanzado de Vivienda y Logística.
Luego, los astronautas abordarán un Starship HLS atracado en la estación y descenderán a la superficie lunar para una misión de varios días.
Artemis IV también será el primer vuelo de la versión Bloque 1B del Sistema de Lanzamiento Espacial, que reemplazará la Etapa de Propulsión Criogénica Interina utilizada en las tres primeras misiones Artemis por la Etapa Superior de Exploración más poderosa . Esta actualización aumenta la capacidad de inyección translunar del cohete de >27 toneladas métricas a >42 toneladas métricas. También permite la capacidad de co-manifestar cargas útiles a bordo de la nave espacial Orion.
A partir de marzo de 2023 , está previsto que Artemis IV se lance no antes de septiembre de 2028.

## Tripulación
La ESA ha indicado que su objetivo es que Artemis IV sea la primera misión de un astronauta de la ESA al Gateway.
| Puesto                   | Astronautas | Astronautas |
| ------------------------ | ----------- | ----------- |
| Comandante               | TBA         | TBA         |
| Piloto                   | TBA         | TBA         |
| Especialista de Misión 1 | TBA         | TBA         |
| Especialista de Misión 2 | TBA         | TBA         |

## Nave espacial

### Sistema de lanzamiento espacial
El Sistema de Lanzamiento Espacial es un lanzador de carga súper pesada que se utiliza para lanzar la nave espacial Orion desde la Tierra a una órbita translunar. Esta será la primera misión Artemis que utilizará un cohete SLS Block 1B con una etapa superior de exploración avanzada para cuatro próximas misiones hasta la propuesta Artemis 9 , que utilizará SLS Block 2 con propulsores avanzados.

### Orión
Orion es el vehículo de transporte de tripulación utilizado en todas las misiones Artemis. Comprende el módulo de tripulación Orion y el módulo de servicio europeo y transportará a la tripulación desde la Tierra a la órbita Gateway, se acoplará al Gateway, entregará el módulo I-Hab al Gateway y los devolverá a la Tierra.

### Gateway

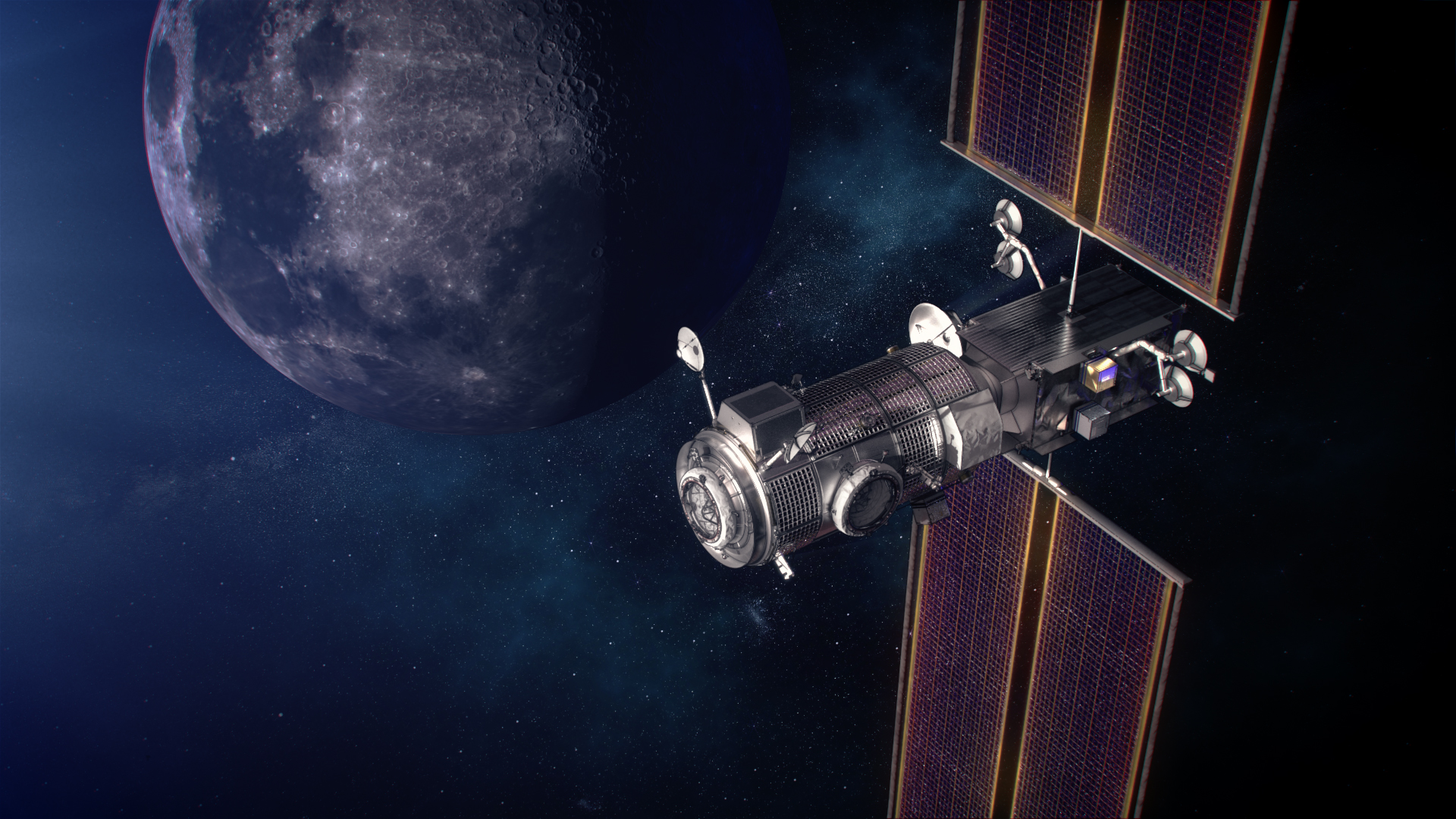
La Fase 1 del Gateway orbitando la Luna

Gateway es una pequeña estación espacial modular que se establecerá en una órbita de halo casi rectilínea (NRHO) a finales de 2024. Los dos primeros elementos de Gateway ( el elemento de potencia y propulsión y el puesto avanzado de habitación y logística ) se lanzarán juntos a bordo de un Falcon Heavy de SpaceX. El cual pasará un año girando en espiral hacia la órbita casi rectilínea del halo alrededor de la Luna antes de Artemisa IV.

### Sistema de aterrizaje
Los planes actuales de la misión Artemis IV exigen el uso de la configuración SpaceX Starship HLS Opción B para apoyar el aterrizaje lunar y regresar a la fase Gateway de la misión.

### Mobile Launcher-2
La masa total más pesada del vehículo SLS Block 1B requiere el uso del equipo de soporte terrestre Mobile Launcher-2. Los cronogramas de desarrollo actuales y los desafíos experimentados por el equipo contratista de ML-2 en el diseño y entrega del sistema han colocado a este GSE en el camino crítico desde la perspectiva del cronograma. Los retrasos en la disponibilidad de ML-2 para su uso retrasarán el lanzamiento de la variante SLS Block 1B. La Oficina del Inspector General (OIG) de la NASA estima que lo más pronto que estará disponible el ML-2 para Artemis IV es en noviembre de 2026.